# Лиственничная (приток Чуласа)
Лиственничная — река в России, течёт по территории Лешуконского района Архангельской области. Правый приток реки Чулас.
Длина реки составляет 12 км.
Течёт по лесной болотистой местности. Генеральным направлением течения является юго-запад. Впадает в Чулас на высоте 93 м над уровнем моря.

## Данные водного реестра
По данным государственного водного реестра России относится к Двинско-Печорскому бассейновому округу, водохозяйственный участок реки — Мезень от истока до водомерного поста у деревни Малонисогорская. Речной бассейн реки — Мезень.
Код объекта в государственном водном реестре — 03030000112103000048440.